# Praia do Pina
Praia do Pina (Praia do Sport) är en strand i Brasilien.   Den ligger i delstaten Pernambuco, i den östra delen av landet, 1 700 km nordost om huvudstaden Brasília.